# Contoire
Contoire (picardisch: Contoère) ist eine ehemalige nordfranzösische Gemeinde und heutige Commune déléguée mit 444 Einwohnern (Stand 2019) im Département Somme in der Region Hauts-de-France. Die Ortschaft lag im Arrondissement Montdidier und gehörte zum Kanton Moreuil. Sie wurde mit Wirkung vom 1. Januar 2019 mit Pierrepont-sur-Avre und Hargicourt zur Commune nouvelle Trois-Rivières fusioniert. 

## Geographie
Contoire liegt am rechten Ufer der Avre, in die im ehemaligen Gemeindegebiet der Trois Doms mündet, rund 9,5 km südsüdöstlich von Moreuil an den Départementsstraßen D160 und D441. Durch den Unterhalb der Mündung des Trois Doms gelegenen Ortsteil Hamel verläuft die Départementsstraße D935 (frühere Route nationale 35). Das im Talgrund der Avre gelegene Marais de Contoire ist Teil der vormaligen Gemeindegemarkung. In der Ortschaft hat eine Papierfabrik ihren Standort.

## Geschichte
In der Gemeinde wurde eine merowingische Begräbnisstätte gefunden. Im Mittelalter stand eine Festung der Grafen von Flandern auf dem Agumont-Hügel. Seit dem 17. Jahrhundert breitete sich die Wollverarbeitung aus. Eine Papiermühle bestand seit dem 18. Jahrhundert. Auch wurde die lokale Kreide gebrochen und verarbeitet. Es bestand auch ein Leprosenhaus mit einer Kapelle an der Straße nach Amiens.
Die Gemeinde erhielt als Auszeichnung das Croix de guerre 1914–1918.

## Einwohner
| 1962 | 1968 | 1975 | 1982 | 1990 | 1999 | 2006 | 2010 |
| ---- | ---- | ---- | ---- | ---- | ---- | ---- | ---- |
| 301  | 286  | 329  | 345  | 342  | 340  | 363  | 408  |

## Verwaltung
Bürgermeister (maire) war Joël Suin von 2008 bis 2018.